# Leda Gontijo
Leda Selmi Dei Gontijo (Juiz de Fora, 12 de Março de 1915 - Lagoa Santa, 15 de junho de 2019) foi uma pintora, escultora e ceramista brasileira. É tia do escritor e cartunista Ziraldo.
Referência em Minas Gerais no âmbito da cerâmica, foi uma das mais sérias pesquisadoras em nível de esculturas em Minas Gerais. Foi uma das alunas da primeira turma da Escola Guignard, em 1944, estudando com o mestre Guignard e o escultor Franz Weissmann.
Foi a primeira mulher a receber a Medalha Machado de Assis, outorgada pela Academia Brasileira de Letras (ABL), pelos trabalhos São Tomás de Aquino e Santo Agostinho (1964). Tem obras no Museu de Hamburgo, Alemanha; na ABL, Rio de Janeiro; no MAP, Centro Cultural UFMG e Praça Raul Soares, Belo Horizonte; e na Prefeitura de Guarapari, Espírito Santo.
Leda dirigiu até os 97 anos, e só parou porque teve sua CNH tomada por excesso de velocidade.  
Em 2016, teve suas obras expostas na Galeria de Arte do Centro Cultural Minas Tênis Clube em uma mostra intitulada “Força Estranha”. Na época, aos 101 anos, ministrou oficinas de arte para cerca de 100 alunos.  
Quando perguntavam o segredo de sua longevidade ela brincava e dizia "faço tudo o que dizem que não pode: eu fumo, bebo e jogo", mas logo completava, "porém tudo com moderação, o que mata é o excesso". 
Leda Gontijo faleceu em casa, aos 104 anos de idade, vítima de um avc. 

## Exposições coletivas
- Artistas Mineiros, MAP, Belo Horizonte (1960);
- XXIV Exposição Internacional de Cerâmica, Faenza, Itália (1966);
- I Exposição de Cerâmica, Santarém, Portugal (1966);
- 6 Expressões de Arte Mineira, Galeria Guignard, Belo Horizonte (1982);
- Guignard e Seus Alunos, Betim, Minas Gerais (1990);
- Consolidação da Modernidade em Belo Horizonte, MAP (1996)

## Exposições individuais
- Galeria do ICBEU, Belo Horizonte (1956-58);
- Automóvel Clube de Minas Gerais, Belo Horizonte (1958);
- Reitoria da UFMG, Belo Horizonte (1960);
- Galeria Santa Rosa, Rio de Janeiro (1963);
- Iate Tênis Clube, Rio de Janeiro (1970);
- Sociedade Cultural e Artística Brasileira, Rio de Janeiro (1970);
- Galeria Minart, Belo Horizonte (1973);
- Palácio das Artes, Belo Horizonte (1980);
- Galeria Cacuá, Rio de Janeiro (1982);
- Galeira La Bitta Central D'Arte, Roma (1989);
- Centro Cultural Casarão, Sindicato dos Artistas Plásticos de Minas Gerais, Belo Horizonte (1991);
- Minas Tênis Clube II, Belo Horizonte (1995).